# Тони Бенет
Ентони Доминик Бенедето (енгл. Anthony Dominick Benedetto; Квинс, 3. август 1926 — Њујорк, 21. јул 2023), познатији као Тони Бенет (енгл. Tony Bennett), био је амерички певач џез и традиционалне поп музике. Такође се бавио сликарством.

## Биографија
Рођен је у Квинсу. Његови родитељи су емигрирали из Калабрије. У новембру 1944. био је члан армије САД током Другог светског рата.
Прва песма коју је снимио и која га је прославила била је Because of You из 1951. године. Касније те године успех су му донеле песме Cold, Cold Heart и Blue Velvet. До краја 1950-их имао је велики број успешних синглова који су му омогућили да наступа још више, али и да има своју летњу емисију Тони Бенет шоу. Године 1962. наступио је уживо у Карнеги холу. Исте године снимио је своју песму по којој је постао препознатљив, I Left My Heart in San Francisco. Након тога, његова каријера доживела је пад јер је имао проблема са предозирањем кокаином. Ипак, вратио се музици и 1986. године издао албум The Art of Excellence.
У 21. веку је наставио да наступа и имао неколико запажених сарадњи међу којима су најистакнутије биле са Лејди Гагом и Ејми Вајнхаус.
У августу 2021. године, Бенетов син је изјавио да Тони више неће јавно наступати због здравственог стања.

## Дискографија
Студијски албуми
- Because of You
- Cloud 7
- Alone at Last with Tony Bennett
- Tony
- The Beat of My Heart
- Long Ago and Far Away
- Strike Up the Band
- Hometown, My Town
- To My Wonderful One
- Tony Sings for Two
- Alone Together
- Sings a String of Harold Arlen
- My Heart Sings
- I Left My Heart in San Francisco
- I Wanna Be Around...
- This Is All I Ask
- The Many Moods of Tony
- When Lights Are Low
- Who Can I Turn To
- If I Ruled the World: Songs for the Jet Set
- The Movie Song Album
- Tony Makes It Happen
- For Once in My Life
- Snowfall: The Tony Bennett Christmas Album
- I've Gotta Be Me
- Tony Sings the Great Hits of Today!
- Tony Bennett's "Something"
- Love Story
- Summer of '42
- With Love
- The Good Things in Life
- The Tony Bennett/Bill Evans Album
- Life Is Beautiful
- Together Again
- The Art of Excellence
- Bennett/Berlin
- Astoria: Portrait of the Artist
- Perfectly Frank
- Steppin' Out
- Here's to the Ladies
- Tony Bennett on Holiday
- Tony Bennett: The Playground
- Bennett Sings Ellington: Hot & Cool
- Playin' with My Friends: Bennett Sings the Blues
- A Wonderful World
- The Art of Romance
- Duets: An American Classic
- A Swingin' Christmas
- Duets II
- Viva Duets
- Cheek to Cheek
- The Silver Lining: The Songs of Jerome Kern
- Love Is Here to Stay
- Love for Sale